# Drum național 17
Der Drum național 17 (rumänisch für „Nationalstraße 17“, kurz DN17) ist eine Hauptstraße in Rumänien. Er bildet zugleich einen Abschnitt der Europastraße 58.

## Verlauf
Die Straße führt von der Stadt Dej, wo sie vom Drum național 1C (nach Nordwesten zugleich Europastraße 58, nach Süden Europastraße 576) nach Osten abzweigt, über Beclean (Betlen), von wo der Drum național 17D dem Lauf des Someșul Mare aufwärts folgt, und Sărățel (Bistrița-Năsăud), wo sie auf den von Reghin (Sächsisch-Regen) kommenden Drum național 17D trifft, in die Kreishauptstadt Bistrița (Bistritz). Am Nordrand dieser Stadt zweigt der Drum național 17C nach Norden ab. Der DN17 führt weiter nach Ostnordosten durch das frühere Nösnerland und über den Tihuța-Pass (auch als Borgo-Pass bekannt; 1200 m) zu dem Badeort Vatra Dornei. Dort zweigt der Drum național 17D nach Osten ab, der dem Lauf der  Bistrița folgt. Die Straße wendet sich hier nach Norden und trifft in dem Dorf Mestecăniș bei Iacobeni (Suceava) auf den Drum național 18, der vom Prislop-Pass kommt. Nunmehr wendet sie sich wieder nach Nordosten, überschreitet den Pasul Mestecăniș und erreicht das Tal der Moldova. Zwischen Pojorâta und Câmpulung Moldovenesc zweigt nach Norden der Drum național 17A ab, der zu mehreren bekannten Moldauklöstern führt, während der DN17 in östlicher Richtung weiter der Moldova folgt, in der Umgebung der Stadt Gura Humorului weitere Moldauklöster erschließt, bei Păltinoasa die Moldova verlässt und schließlich in der Kreishauptstadt Suceava am Drum național 2 (zugleich Europastraße 85) endet.
Die Länge der Straße beträgt rund 252 Kilometer.